# Eijiro Mori
Eijiro Mori (森 英次郎 Mori Eijiro?), född 8 april 1986 i Kanagawa prefektur, är en japansk fotbollsspelare.
Mori började sin karriär 2009 i Gainare Tottori. Han spelade 146 ligamatcher för klubben. 2015 flyttade han till Grulla Morioka.